# Licopodiacee
Licopodiaceele (Lycopodiaceae) sunt o familie de pteridofite din ordinul licopodiale (Lycopodiales), care grupează circa 400 de specii de ferigi,  răspândite pe tot globul pământesc din zona tropicală până în zona temperată și rece, de la șes la munte, prin păduri, pajiști, mlaștini. Sunt plante erbacee terestre, epifite și liane (ultimele bioforme numai în zona tropicală). Au rădăcină dichotomic-ramificată. Tulpina ramificată dicotomic sau pseudodicotomic este sempervirescentă (permanent verde, inclusiv în timpul iernii), adesea repentă (târâtoare), culcată la pământ, prinsă de substrat prin rădăcini adventive. Tulpina poartă frunze mici (microfile), întregi, sesile, foarte des așezate pe tulpină, diferențiate în frunze trofofile (asimilatoare) și frunze sporofite (purtătoare de sporangi). Trofofilele sunt înguste, solziforme, dispuse spiralat. Sporofilele rareori seamănă cu trofofilele, de obicei sunt mai mici, grupate în spice terminale mai mult sau mai puțin evidente, la vârful ramurilor, și poartă sporangi pe fața superioară. Sporangii sunt reniformi și uniformi, dispuși izolat și axilar la baza sporofilelor. Produc izospori, din care se dezvoltă protale mari, napiforme. Generația gametofitică poate fi reprezentată atât de un protal suprateran, masiv sau foliaceu, mai mult sau mai puțin lobat, verde, autotrof, cât mai ales de un protal subteran conic, incolor, lipsite de clorofilă, ce duce o viață saprofitică, în simbioză cu ciuperci endofitice. Pe protale se formează anteridii și arhegoane. Cel mai adesea protalul este monoic, rareori dioic. Anteridiile produc anterozoizi piriformi, biciliați. Arhegoanele au gâtul alungit, rareori scurt. La unele specii (Lycopodium cernuum, Lycopodium inundatum) după formarea embrionului ia naștere un corp bulbos cu rizoizi numit protocorm, din care se dezvoltă apoi planta.

## Specii din România
Flora României conține 7 specii ce aparțin la 4 genuri:
- Huperzia
  - Huperzia selago (sin. Lycopodium selago) – Brădișor
- Lycopodium
  - Lycopodium annotinum – Cornișor
  - Lycopodium clavatum – Pedicuță
- Diphasiastrum
  - Diphasiastrum alpinum (sin. Lycopodium alpinum, Diphasium alpinum) – Brădișor
  - Diphasiastrum complanatum (sin. Lycopodium complanatum, Diphasium complanatum) – Șerpușor
  - Diphasiastrum tristachyum (sin. Lycopodium tristachyum) – Brădișor
- Lycopodiella
  - Lycopodiella inundata (sin. Lycopodium inundatum, Lepidotis inundata) – Brădișor

## Legături externe
Materiale media legate de Licopodiacee la Wikimedia Commons